# Myene
Myene (auch Omyene und Pangwe) ist eine Bantusprache und wird von circa 46.700 Menschen in Gabun gesprochen. 
Sie ist in den Provinzen Ogooué-Maritime, Moyen-Ogooué und Estuaire verbreitet.
Myene wird in der lateinischen Schrift geschrieben.

## Klassifikation
Myene ist eine Nordwest-Bantusprache und ist die einzige Sprache der als Guthrie-Zone B10 klassifizierten Gruppe der Myene-Sprachen.
Sie hat die Dialekte Ajumba (auch Dyumba, Adyumba und Adjumba), Enenga, Galwa (auch Galoa, Galua, Galloa und Omyene), Mpongwe (auch Mpungwe, Npongwe, Pongoué, Mpongoué und Npongué), Nkomi (auch N’komi) und Orungu (auch Rongo und Rungu).